# Совок (сленг)
«Сово́к» — порицательное название Советского Союза, советского человека и советской действительности в целом. В переносном смысле — человек или явление, к периоду СССР напрямую не относящиеся, но имеющие похожие признаки.

## История появления и сфера употребления
По мнению Александра Гениса, данное слово пробилось сквозь кавычки и стало терминологической единицей для выражения неприязни ко всему советскому, оправдания происшедших перемен как правильных, позитивных.
Есть мнение, что термин появился «в 70-е годы среди фарцовщиков и в богемно-диссидентствующей и артистической среде». В газете «Вечерний Минск» от 14 августа 2000 года утверждается, что термин придумал Александр Градский.
Также авторство этого термина приписывает себе филолог и беллетрист Михаил Эпштейн, в книге «Великая Совь» (по аналогии со словом «Русь»), назвавший героев «совками» и «совщицами». В 1989 году он выступал с фрагментами книги по Би-би-си.
Слово распространилось потому, что оно было связано с названием страны, гражданства, совьей/советской идентичности — и вместе с тем суффикс «ок» придал слову то фамильярно-неформальное звучание, которое вообще свойственно этому суффиксу. «Тут ко мне дружок пришёл». «Что это за местный царёк такой!» «Совок» (от «сова», «Совь») по своим морфологическим свойствам встаёт именно в этот уменьшительно-пренебрежительный ряд, тогда как в «совке» как орудии уборки суффикс «ок» не выделяется (поскольку нет родственного по значению слова без этого суффикса)пояснял Эпштейн
Наконец, эмигранты Александр Генис и Пётр Вайль утверждали, что называли данным словом советских туристов, выезжающих в социалистические страны.
После распада СССР слово стало применяться не только к периоду СССР, но и к более поздним явлениям, похожим на СССР.
В словари новорусского жаргона слово вошло в 1990—1991 годах, чаще в 1992—1994 годах.
«Это советские люди, совки» (1990).
«Мы защищали своё право быть людьми, нам надоело быть совками» (1991).
Литературовед Лев Аннинский в рецензии на книгу Эпштейна употребил слово «совки» и затем в письме автору подтвердил, что считает термин «совок» принадлежащим Эпштейну: «…Насчёт термина „совок“. Я его впервые услышал от младшей дочери в декабре 1990 года. Она тогда со школьным классом ездила на неделю во Францию и рассказывала, как они, пересекая границу СЮДА (то есть на обратном пути), с отвращением говорили: „В Совок возвращаемся“. Должен сказать, что в тот момент моё отвращение к их наглости было равно их отвращению к моей стране; я этот термин возненавидел, о чём при случае и заявлял публично и печатно, ни в коем случае это слово ОТ СЕБЯ не употребляя; в диалоге с Вами употребил — Вам в ответ, и уже смирившись с тем, что словечко вошло во всеобщее употребление. Не исключаю, что Ваши радиозаписи весны 1989 года повлияли на процесс утверждения его в молодёжном сленге и даже стали его открытием. Мне психологически трудно Вас с этим поздравить по вышеуказанной причине (моё отвращение к термину), но, если это важно с точки зрения источниковедения — с готовностью свидетельствую, что авторство — Ваше».
«Характерно, что слово „совок“ в массовом употреблении приобрело то презрительное и даже издевательское значение, которое в моей книге прямо не подразумевалось. Скорее, там господствовало лирическая ирония, поскольку из всех классов обитателей Великой Сови совки вызывают если не наибольшую симпатию, то явное сочувствие, — признавался Эпштейн. — Не снимая с себя ответственности за введение этого слова, должен признаться, что сам его никогда не употребляю. Мне претит приросшая к нему издевательская интонация. Считаю слово „совок“ стилистически и интонационно вполне совковым, даже квинтэссенцией совковости. Бывают такие слова, которые характеризуют говорящего не меньше, чем тему разговора. Тот, кто его употребляет, называет так и самого себя».

## В культуре
B музыке
«Мы — совковые ребята» — песня рок-группы «Сектор Газа» из альбома «Ядрёна вошь».
«Делай как я» — песня хип-хоп исполнителя Богдан Титомира из альбома «Высокая энергия».
«Совки» — песня Игоря Талькова.